# Język selayar
Język selayar (salayar, salayer, salajar, saleier, siladja, silajara) – język austronezyjski używany w indonezyjskiej prowincji Celebes Południowy, na wyspie Selayar. Według danych z 2000 roku posługuje się nim 128 tys. osób.
Należy do grupy języków makasarskich. Bywa rozpatrywany jako dialekt języka makasarskiego. Z doniesień wynika, że oba języki nie są wzajemnie zrozumiałe bez wcześniejszego kontaktu.
Dominuje lokalnie, według doniesień z lat 90. XX wieku jest rozpowszechniony na terenie całej wyspy, wśród różnych grup wiekowych. Pośród użytkowników języka laiyolo jest znany jako drugi język. W użyciu są również inne języki – bugijski i indonezyjski, niemniej w latach 90. odnotowano, że znajomość języka narodowego jest ograniczona.
Jest zapisywany alfabetem łacińskim.